# Всеволод Крестовски
Всеволод Владимирович Крестовски (на руски: Всеволод Владимирович Крестовский) е руски офицер, писател и журналист. Участник в Руско-турската война (1877 – 1878). Военен кореспондент.

## Биография
Всеволод Крестовски е роден на 23 февруари 1840 г. в с. Малая Березянка, Тарашчански уезд, Киевска губерния. Семейството е на потомствен дворянин – офицер. Завършва 1-ва Санкт-Петербургска гимназия. Още като ученик пише стихове и издава първото си произведение (1857). Учи в Историко-филологическия факултет на Санктпетербургския университет.
Постъпва в Руската Армия, като унтер-офицер в 14-и Ямбургски улански полк (1868). Служи в: Гвардейския корпус (1874), Тихоокеанската ескадра (1880 – 1881), помощник на Туркестанския генерал-губернатор (1882), служител в Министерството на вътрешните работи (1884). Извършва околосветско пътешествие с ескадрата на адмирал Лесовски (1881 – 1882).
Участва в Руско-турската война (1877 – 1878). Служи в Действуващата Руска армия на Балкански полуостров. Редактор на печатния орган на Действуващата Руска армия „Летучий военный листок“. Едновременно е военен кореспондент на в-к „Правительственый вестник“ и сп. „Русский вестник“. Неговите интересни военни и художествени очерци за сп. „Русский вестник“ са публикувани в отделно издание, озаглавено „Двенадцать месяцев в Действующей армии“ т. I и II, Санкт Петербург, 1879. Участва непосредствено в бойните действия при Плевен, зимното преминаване на Троянския проход и при превземането на Одрин. Награден за художествената си публицистика и проявена лична храброст с: Орден „Света Анна“ III ст., Орден „Свети Станислав“ II ст. и Орден „Свети Владимир“ IV ст. Повишен е последователно във военно звание ротмистър и подполковник.
Всеволод Крестовски е автор на множество стихове, либрета за опери, очерци и книги. Най-известното му произведение е романът „Петербургские трущобы“. През 1994 г. е създадена филмовата му версия „Петербургские тайны“ (сериал). По покана на генерал-адютант Йосиф Гурко е редактор на единствения в Полша руски вестик „Варшавский дневник“ (1892 – 1895).
Умира на 18 януари 1895 г. във Варшава.